# David Aaron Clark

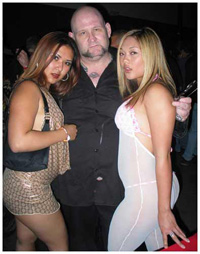
David Aaron Clark mit Kylie Rey und Kimmy Khan

David Aaron Clark (* 5. September 1960 in Camden, New Jersey; † 28. November 2009 in Los Angeles) war ein US-amerikanischer Schriftsteller, Musiker, Pornodarsteller und -regisseur, der als einer der Vorreiter des Alt porn gilt.

## Leben
David Aaron Clarke studierte Journalismus und Kunst an der Rutgers University und machte seinen Abschluss 1986. Während seines Studiums war er Chefredakteur der Studentenzeitung The Daily Targum, mit der er mehrere Columbia Scholastic Press Association College Gold Circle Awards gewann.
Anschließend wurde er Journalist für die beiden Publikationen The Bergen Record und die Tageszeitung Home News Tribune aus New Jersey. Nach zwei Jahren als Onlineredakteur für den Dow Jones News Service wurde er Redakteur bei der Pornozeitschrift Genesis Magazine, gefolgt von vier Jahren bei der Wochenzeitung Screw von Al Goldstein.
David Aaron Clarke gehörte der Alternative-Rock-Szene an und spielte Gitarre in der Band False Virgins, die 1989 das Album Skinjob und 1994 das Album Infernal Doll veröffentlichte. Beide erschienen über das deutsche Rock-Label Brake Out Records. Ihr 1989er Album wurde von Lee Ranaldo (Sonic Youth) produziert. Die Band löste sich auf, als ihre Sängerin Jean Leslie Suizid beging.
1995 zog er nach San Francisco, wo er für The Spectator arbeitete.
1998 folgte ein weiterer Umzug nach Los Angeles, wo er sich in der Pornoindustrie als Regisseur und Drehbuchautor einen Namen machte. Zunächst begann er bei John T. Bones Cream Studios und führte anschließend für verschiedene Studios wie Extreme Associates und Vivid Entertainment Group Regie. 2002 erhielt er für sein Drehbuch zum Film Euphoria von Brad Armstrong einen AVN Award, 2010 gewann er posthum für Pure mit Asa Akira einen AVN Award als bester Regisseur.
David Aaron Clarke schrieb mehrere erotische Romane mit starkem Science-Fiction- und Horror-Bezug.
David Aaron Clark verstarb am 28. November 2009 plötzlich und unerwartet im Alter von 49 Jahren an einer Lungenembolie. 2012 wurde er in die AVN Hall of Fame aufgenommen.

## Werke

### Romane
- The Wet Forever (1991, Rhinoceros Publications reissue 1995) ISBN 1-56333-117-9
- Sister Radiance (1992, Rhinoceros reissue 1994) ISBN 1-56333-215-9
- The Marquis de Sade's Juliette: Vengeance on the Lord (1993, Masquerade books 1996) ISBN 1-56333-240-X
- Into the Black (Titan Books, London) (1995) ISBN 1-85286-679-9

### Kollaborationen
- Ritual Sex (Co-edit with Tristan Taormino) (Masquerade Books, 1995) ISBN 1-56333-391-0
- True Blood (Text with Charles Gatewood photography, 1997, Last Gasp Books) ISBN 0-86719-447-2
- The Fallen: The Pale Door (Graphic Novel, illustriert von Miran Kim) (NBM/Nantier Beall Minoustchine Publishing, 1999) ISBN 1-56163-233-3
- The Fallen: Cold Religion (Graphic Novel, illustriert von David Rankin, 2000, 2004) ISBN 1-56163-406-9

### Kurzgeschichtensammlungen
- Gahan Wilson’s the Ultimate Haunted House (Byron Preiss Press) ISBN 0-06-105315-5
- World’s Best Erotica (Titan Books)
- Best Of Gauntlet Magazine (Richard Kasak Books)

## Diskografie
- 1988: False Virgins – Insomnia (7’’, Red Ghost Records)
- 1989: False Virgins – Skinjob (Album, Break Out Records)
- 1994: False Virgins – Infernal Doll (Album, Break Out Records)